# Choreografie in staal
Choreografie in staal is een kunstwerk in Amsterdam Nieuw-West.
Het is een creatie van Margot Zanstra, die hier voor haar twee belangrijke zaken combineerde: dans en beeldhouwwerk. Ze was eerst ballerina bij het Nationaal Ballet, maar wijdde zich vanaf 1966 tot de beeldende kunst. Ze maakte van Choreografie in staal eerst een maquette, waarna de gemeente Amsterdam er een zestien meter hoge kopie van plaatste in de openbare ruimte. Het staat in de 21e eeuw aan de rand van de bebouwing van een industrieterrein, daar waar Amsterdammers hun in beslag genomen fietsen kunnen ophalen, Bornhout 8. Het is een van de weinige beelden, waar de kunstenaar een titel aan gaf.
Het beeld stond eerst bij de Centrale Werkplaatsen nabij het Noordzeekanaal; Zanstra wilde een herkenningspunt voor langsrijdende automobilisten. In verband met de aanleg van de Westrandweg werd de kolos verplaatst. Het bestaat uit rode en witte vlakken. Door er langs te rijden veranderde het perspectief zodanig dat een nieuw beeld ontstond, mede doordat Zanstra open ruimten in het beeld verwerkte. 